# 徐順全
徐順全（英文：Chee Soon Juan；1962年7月20日—），新加坡華裔政治人物、现任新加坡民主黨秘書長，以多次向新加坡執政黨人民行動黨作出反抗而闻名。

## 早年生活与教育
徐顺全于英华中学和国家初级学院受教育，他在美国宾州曼斯菲尔德大学获得心理学理学学士学位。
1990年，他在美国佐治亚大学取得哲学博士学位。毕业后，他回到新加坡，在新加坡国立大学心理学系任教。

## 政治生涯
1992年徐順全加入新加坡民主黨。虽然詹時中最初支持徐順全，但他开始批评徐順全的绝食和他的公开评论，谴责人民行动党将他从新加坡国立大学开除。詹時中想谴责徐順全的言论，但民主党的中央执行委员会支持徐順全。詹時中随后辞去党的秘书长职务，徐順全之后接任民主黨代理秘书长，而之后在1993年被选为秘书长。
徐順全主張體制外的抗爭行動來對抗人民行動黨的獨裁，多次舉行不被當局允許的戶外遊行演說等活動，而多次遭到新加坡政府判刑罰款。詹時中曾形容他在事業上「走危險的路」。1992年首次參與國會大選，出選馬林百列集選區，徐順全領導的小組共取得 24.5% 選票。

### 1997年选举
1997年，出战麦波申败给姚智。得票率34.8%。

### 2001年选举
2001年，领导小组参选裕廊集选区，只能取得20.2%的选票。

### 2002-2012，诽谤诉讼和破产
2001年，指控時任總理吳作棟及時任國會資政李光耀兩人隱瞞國會，向印尼前独裁總統蘇哈托提供總值一佰七拾億新幣貸款。而後被兩人控告誹謗。
2005年1月，法院判決徐順全需賠償吳作棟與李光耀兩人共五十萬新元（約1120萬新台幣，257万元人民币）。
2006年4月徐順全因為從事“无准证演讲”而被罚款五千新元，至同年11月因未能缴付罚款，而与另外两名民主党成员一同被判入狱五星期。根据民主党发表的文章，徐在狱中出现晕眩、作呕、难以入睡等症状，引起了外界认为徐遭下毒的揣测。在公布徐的健康状况四天后，新加坡官方称徐的待遇“与其他囚犯一样”，并指民主党的言论“毫无根据、恶意抹黑新加坡监狱名声”。12月3日，医生验出徐的尿液带血，徐随后被送往樟宜综合医院接受治疗。
2006年，因為無力繳納五十萬新元的賠償金，而被法院宣告破產，而無法參與接下來的任何選舉，另外又因在法庭上聲稱司法不公，被檢察單位控告藐視法庭。在法庭上徐順全情緒崩潰痛哭，最後被法官判處坐牢一天及六千新元的懲罰。
2008年5月，因為2006年的選舉中人民黨在其黨報上指控李光耀政府涉入NKF醜聞，而與李光耀在法庭上辯論攻防，最後法院判決徐順全跟他妹妹徐淑真以及民主黨須共同賠償李光耀父子倆人共61萬新元。
2012年4月，因為沒有繳納五十萬新元的賠償金，被新加坡政府拒絕讓其出境至挪威的人權論壇上發表演說。

### 2016-2020：在武基巴督单选区参选
2016年3月12日，新加坡武吉巴督单选区议员王金发因涉及婚外情，辞去国会议席，并退出人民行动党，触发补选。3月20日，新加坡民主党决定由徐顺全参选。最终，徐顺全以38.77%的得票率输给人民行动党的穆仁理（Murali Pillai）。尽管如此，新加坡民主党的得票率大幅增长12.41%。
2020年大选，徐顺全再次在武吉巴督单选区对垒穆仁理，获得45.2%的得票率，是他参选以来最佳战绩。

### 2025年大选
徐顺全原本表态继续在武吉巴督参选，但武吉巴督单选区被并入新成立的裕廊东-武吉巴督集选区。3月23日，徐顺全宣布参选新成立的三巴旺西集选区，迎战人民行动党原议员傅丽珊。最终获得46.81%的得票率，比起他多届参选以来得到了最好的战绩。

## 个人生活

### 开设 Orange & Teal 餐厅
徐順全于2021年6月在位于波娜维斯达的Rochester Mall开设了名为 Orange & Teal 的餐厅。他也分别在不同时间招邀请Rochester Mall的清洁工人和拾荒老人来他的餐厅并且请他们吃东西。2022年8月20日，徐顺全在Marina Square开设了第二间 Orange & Teal 餐厅分行。

## 政治立場
作為新加坡反對派主要人物之一，徐順全致力推動新加坡民主化。徐順全於2014年11月接受香港南華早報訪問時，就指香港和新加坡同樣需要民主化，方可減輕貧富懸殊，收入不均等社會問題。
另外，他亦不時批評人民行動黨部長自視過高，領取優厚薪金卻不願實施最低工資等有利民生的政策。例如COVID-19流行期間，便於社交媒體批評新加坡貿易和工業部部長陳振聲閉門錄音對話指香港無腦，又反對新加坡全民戴口罩，反過來新加坡成為全東南亞最多COVID-19確診個案的國家。

## 奖项
- Hellman/Hammett Writers Grant (2003)，人權觀察[11]
- Defender of Democracy (2003)，Parliamentarians for Global Action[12][13]
- Prize for Freedom 2011 (2011)，國際自由聯盟[14][15][16]

## 外部連結
- 新加坡民主黨人官網 （页面存档备份，存于）
- <<獨立新聞在線>>徐顺全因发表政见四度判监 新加坡治反对派领袖惹关注 （页面存档备份，存于）

1. ↑  . yoursdp.org.   [2018-05-28]. （原始内容存档于2018-05-28）.
2. ↑  . www.zaobao.com.sg.   [2025-04-30]. （原始内容存档于2022-08-18） （中文（简体））.
3. ↑  . www.zaobao.com.sg.   [2025-04-30]. （原始内容存档于2024-08-03） （中文（简体））.
4. ↑  . www.zaobao.com.sg.   [2025-04-30]. （原始内容存档于2025-04-26） （中文（简体））.
5. ↑  . mothership.sg.   [2023-07-24]. （原始内容存档于2023-07-24） （英语）.
6. ↑  . mothership.sg.   [2023-07-24]. （原始内容存档于2023-07-24） （英语）.
7. ↑  . mothership.sg.   [2023-07-24]. （原始内容存档于2023-07-24） （英语）.
8. ↑  . mothership.sg.   [2023-07-24]. （原始内容存档于2022-11-08） （英语）.
9. ↑  Toh Han Shih. .   [2020-04-21]. （原始内容存档于2022-02-21）.
10. ↑  徐顺全. .   [2020-04-23]. （原始内容存档于2020-05-06）.
11. ↑  . yoursdp.org.   [2019-01-31]. （原始内容存档于2019-02-01）.
12. ↑  . Parliamentarians for Global Action - Mobilizing Legislators as Champions for Human Rights, Democracy and Peace.   [2019-01-31]. （原始内容存档于2018-08-29）.
13. ↑  . www.singapore-window.org.   [2019-01-31]. （原始内容存档于2016-11-02）.
14. ↑  . Liberal International.   [2019-01-31]. （原始内容存档于2019-02-14） （英国英语）.
15. ↑  . yoursdp.org.   [2019-01-31]. （原始内容存档于2019-01-31）.
16. ↑  . cald.org.   [2019-03-05]. （原始内容存档于2019-03-06）.